# Chiesa di Santa Maria Maddalena (Versciaco)
La chiesa di Santa Maria Maddalena è la parrocchiale di Versciaco, in provincia di Bolzano e diocesi di Bolzano-Bressanone.

## Storia
Si sa che nel XIII secolo venne edificata su un'altura presso il paese di Versciaco una chiesetta, che era dedicata forse a Sant'Orsola; il primo documento che ne attesta la presenza riguarda la consacrazione di quel luogo di culto, celebrata nel 1212. Questo edificio, che forse non era di dimensioni molto grandi, aveva l'abside rivolta ad oriente e l'ingresso a ponente. L'attuale chiesa, in stile gotico, è frutto di un rifacimento condotto nel 1470 su progetto del capomastro di San Candido Andrä Firtaler; la consacrazione fu impartita nel 1479. Nel 1684 la chiesa cessò di dipendere dalla parrocchia di Sillian, oggi in Austria; divenne curazia dipendente dalla parrocchiale di Prato alla Drava nel 1786. Versciaco fu eretta in parrocchia autonoma nel 1891. La parrocchiale venne ampliata nel 1910.

## Interno
Le opere più importanti conservate in questa chiese sono i dipinti, tutti opere di Andrä Firtaler da San Candido, che hanno come soggetto la Resurrezione di Gesù Cristo e i Santi Caterina, Maria Maddalena e Sebastiano.